# Önnesmarktjärnen
Önnesmarktjärnen är en sjö i Skellefteå kommun i Västerbotten och ingår i Bureälven-Mångbyåns kustområde. Sjön har en area på 0,109 kvadratkilometer och ligger 14 meter över havet.

## Delavrinningsområde
Önnesmarktjärnen ingår i det delavrinningsområde (716382-176468) som SMHI kallar för Mynnar i Djupatjärnen. Medelhöjden är 18 meter över havet och ytan är 6,65 kvadratkilometer. Räknas de 4 avrinningsområdena uppströms in blir den ackumulerade arean 28,82 kvadratkilometer. Önnesmarkbäcken som avvattnar avrinningsområdet har biflödesordning 2, vilket innebär att vattnet flödar genom totalt 2 vattendrag innan det når havet efter 13 kilometer. Avrinningsområdet består mestadels av skog (60 procent), öppen mark (13 procent) och jordbruk (12 procent). Avrinningsområdet har 0,46 kvadratkilometer vattenytor vilket ger det en sjöprocent på 7 procent.